# Sammlung E. G. Bührle

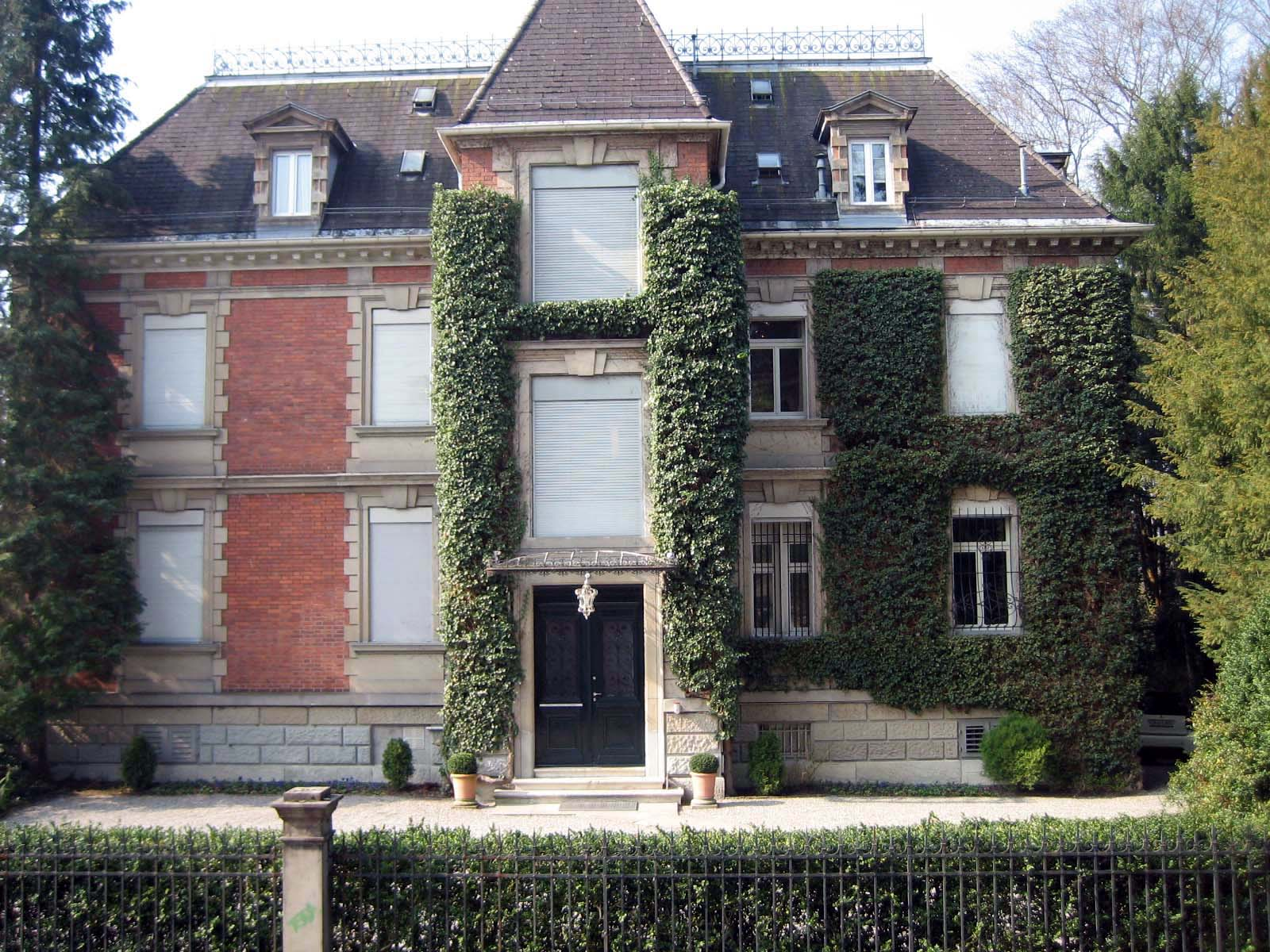
Gebouw van de Stiftung Sammlung E.G. Bührle in Zürich, van 1960 tot 2020 het Bührle Museum

De Sammlung E.G. Bührle is een omvangrijke private kunstverzameling, genoemd naar de Duitse industrieel Emil Georg Bührle, die in Zwitserland tijdens de Tweede Wereldoorlog een wapenfabriek runde. De collectie is sinds 2020 ondergebracht in het Kunsthaus Zürich.

## Verbinding met nazi-Duitsland
Bührle verwierf de gotische sculpturen van Benno Griebert, een lid van de NSDAP en een fervent nazi. Bührle kon het kapitaal voor zijn privé-kunstcollectie alleen verwerven door wapens ter waarde van 623 miljoen frank te exporteren naar het leger van Adolf Hitler.

## Geschiedenis
De collectie omvat ongeveer honderd vooral Europese moderne en Franse impressionistische kunst en werd bij elkaar verzameld door Bührle, die kunsthistorie had gestudeerd. Hij legde het grootste deel van zijn verzameling aan tijdens de Tweede Wereldoorlog. Dertien werken kwamen illegaal het land in, zodat Bührle ze na betwisting ervan opnieuw moest aankopen. 
In 1960 richtten de erfgenamen van Bührle, onder wie Hortense Anda-Bührle, de Stiftung Sammlung E.G. Bührle op, waarin ze een groot deel van de collectie onderbrachten. De bijzondere collectie was sindsdien permanent te bezichtigen in een villa in Zürich, genaamd Bührle Museum naar de Duitse industrieel. 
De collectie kwam begin februari 2008 in het nieuws door een gewelddadige vorm van artnapping, waarbij vier doeken werden gestolen: van Paul Cézanne Le garçon au gilet rouge (1888), van Vincent van Gogh Bloeiende kastanjetak (1890), van Edgar Degas Comte Lepic et ses filles (1871) en van Claude Monet Les coquelicots près de Vétheuil (1879). Twee daarvan werden al vlug teruggevonden. Beide andere ontvreemde werken zijn ondertussen opgenomen in het Art Loss Register en door hun bekendheid vrijwel onverkoopbaar.
In 2020 verhuisde de collectie naar het met een extra vleugel uitgebreide Kunsthaus Zürich. Er is sindsdien discussie over de herkomst van de collectie, die als roofkunst wordt beschouwd omdat het grootste deel afkomstig is van uit nazi-Duitsland gevluchte Joden in de Tweede Wereldoorlog.